# Il-Ballut ta´ Marsaxlokk
Il-Ballut ta´ Marsaxlokk este o arie protejată (arie specială de conservare — SAC, sit de importanță comunitară — SCI) din Malta întinsă pe o suprafață de 23,34 ha, integral pe uscat.

## Localizare
Centrul sitului Il-Ballut ta´ Marsaxlokk este situat la coordonatele 35°50′26″N 14°33′07″E / 35.8406°N 14.552°E.

## Înființare
Situl Il-Ballut ta´ Marsaxlokk a fost declarat sit de importanță comunitară în aprilie 2004.

## Biodiversitate
Situată în ecoregiunea mediteraneană, aria protejată conține 4 habitate naturale: Salicornia și alte specii anuale care populează regiunile mlăștinoase și nisipoase, Pășuni mediteraneene udate de apa mării (Juncetalia maritimi), Tufărișuri halofile mediteraneene și termo-atlantice (Sarcocornetea fruticosi), Galerii și tufărișuri riverane sudice (Nerio-Tamaricetea și Securinegion tinctoriae).
La baza desemnării sitului se află un număr nedeclarat de specii protejate.